# Висенте, Фернандо
Фернандо Висенте Фибла (исп. Fernando Vicente Fibla; родился 8 марта 1977 года в Беникарло, Испания) — испанский профессиональный теннисист и тренер; победитель пяти турниров ATP (из них три в одиночном разряде).

## Общая информация
Фернандо имеет брата-близнеца по имени Хосе Мария и младшего брата Игнасио, которые также профессионально играли в теннис, но не добились выдающихся результатов.
Начал играть в теннис в возрасте восьми лет. Любимое покрытие — грунт. Дружит в мире тенниса с Карлосом Мойей.

## Спортивная карьера
В ATP-туре Висенте дебютировал в апреле 1996 года, когда через квалификацию попал в основную сетку турнира в Барселоне. В первом своем матче на таком уровне он обыграл соотечественника Эмилио Санчеса, а вов тором раунде проиграл № 17 в мире на тот момент Тодду Мартину. В октябре Фернандо впервые выходит в четвертьфинал в Туре — на турнире в Марбелье. В марте 1997 года до этой же стадии он добрался на турнире в Касабланке. В сентябре того же года 20-летний испанец впервые поднялся в мировом рейтинге в первую сотню.
В феврале 1998 года в Сингапуре Висенте выиграл первый в карьере турнир из серии «челленджер». В марте он сыграл в четвертьфинале турнира АТП в Касабланке, а в апреле в Праге. В мае Фернандо вышел в 1/4 финала на турнире серии Мастерс в Риме. Затем он дебютировал на турнирах серии Большого шлема, сыграв на Открытом чемпионате Франции. В первом раунде Висенте обыграл Марка Вудфорда, а во втором уступил финалисту того розыгрыша Алексу Корретхе. В июле он добрался до полуфинала турнира в Штутугарте. На дебютном Открытом чемпионате США он также прошёл во второй раунд. В октябре Висенте вышел в полуфинал турнира на Мальорке, четвертьфинал Палермо и победил на «челленджере» в Барселоне.
В марте 1999 года Висенте сыграл свой дебютный финал АТП. На турнире в Касабланке он добрался до решающего матча, не уступив ни одного сета. В титульном матче он проиграл Альберто Мартину со счётом 3-6, 4-6. На Ролан Гаррос сыграл пятисетовой поединок второго раунда против шестого в мире Алекса Корретхи, но уступил в решающем сете. В июне Висенте взял первый титул в АТП-туре. Он стал чемпионом турнира в Мерано. В финале Фернандо смог обыграть Хишама Арази — 6-2, 3-6, 7-6(1). В июле в третьем раунде турнира в Кицбюэле он одержал победу над игроком из Топ-10 Алексом Корретхой. В целом на том турнире Висенте добрался до финала, где проиграл Альберту Косте — 5-7, 2-6, 7-6(5), 6-7(4). В октябре он ещё раз выиграл «челленджер» в Барселоне.
На Открытом чемпионате Австралии 2000 года Висенте во втором раунде смог обыграть в пяти сетах № 9 в мире Тодда Мартина и впервые пробиться в третий. В феврале он дошёл до четвертьфинала турнира в Сантьяго, а в начале марта до полуфинала в Боготе. В апреле Фернандо завоевал свой второй трофей АТП. Он стал победителем турнира в Касабланке, обыграв в титульном матче Себастьяна Грожана со счётом 6-4, 4-6, 7-6(3). В мае Висенте неплохо сыграл на Ролан Гаррос, сумев впервые выйти в четвёртый раунд. Он имел большой шанс выйти в первый четвертьфинал Большого шлема, но в тяжелейшем матче проиграл № 4 в мире Евгению Кафельникову — 7-5 3-6 7-5 6-7(4) 6-8. В июне он достиг высшей в карьере — 29-й строчки в мужском одиночном рейтинге. В августе на мастерсе в Цинциннати в матче второго раунда он сразился с первой ракеткой мира Андре Агасси. Висенте удалось пройти лидера мировой классификации на отказе соперника третьем сете при счёте 3-6, 6-3, 1-0. Дальше испанец обыграл Марка Филиппуссиса и вышел в четвертьфинал. где не смог обыграть № 8 в мире Томаса Энквиста. В сентябре Висенте сыграл на Олимпийских играх в Сиднее. Во втором раунде Олимпийского турнира он уступил французу Фабрису Санторо. Осенью Фернандо один раз сыграл в четвертьфинале турнира АТП — в Вене.
На старте сезона 2001 года Висенте вышел в четвертьфинал в Дохе. В начале феврале он выиграл титул на турнире в Боготе, где в решающем матче обыграл аргентинца Хуана Игнасио Челу — 6-4, 7-6(6). На турнире в Буэнос-Айресе он вышел в полуфинал. В сентябре испанец дошёл до полуфинала в Бухаресте. В январе 2002 года он вновь сыграл в четвертьфинале в Дохе. В конце февраля того же года на турнире в Акапулько Висенте выиграл у шестой ракетки мира Томми Хааса и вышел в четвертьфинал. В мае он сыграл в финале турнира в Санкт-Пёльтене, где не смог обыграть Николаса Лапентти — 5-7, 4-6. На Открытом чемпионате Франции Фернандо вышел в третий раунд. В июле он сыграл в четвертьфинале турнира в Умаге. На Открытом чемпионате США он также вышел в третий раунд.
В январе 2003 Висенте сыграл в четвертьфинале в Дохе. На Открытом чемпионате Австралии он выходит в третий раунд. В мае на турнире в Валенсии он достигает полуфинала. На кортах Ролан Гаррос Висенте выходит в третий раунд. В июне он смог выйти в 1/4 финала турнира на траве в Хертогенбосе. В мае 2004 года Фернандо в дуэте с итальянцем Энцо Артони выигрывает первый парный титул АТП, завоевав его на турнире в Касабланке. На Ролан гаррос 2005 года он добирается до третьего раунда. В апреле 2006 года он впервые за долгий срок вышел в четвертьфинал АТП на турнире в Хьюстоне. В партнёрстве с Альберто Мартином Висенте в июле 2006 года выиграл парный приз турнира в Амерсфорте. В 2011 году окончательно завершил карьеру теннисиста.
Тренерская карьера
По окончании карьеры игрока Висенте не оставил теннис и начал тренерскую карьеру. Сейчас является тренером российского теннисиста Андрея Рублёва.

## Рейтинг на конец года
| Год  | Одиночный рейтинг | Парный рейтинг |
| 2011 |                   | 742            |
| 2010 | 846               |                |
| 2009 | 420               | 253            |
| 2008 | 206               | 467            |
| 2007 | 168               | 140            |
| 2006 | 111               | 61             |
| 2005 | 110               | 226            |
| 2004 | 187               | 136            |
| 2003 | 63                | 131            |
| 2002 | 58                | 142            |
| 2001 | 52                | 199            |
| 2000 | 47                | 338            |
| 1999 | 49                | 742            |
| 1998 | 54                | 774            |
| 1997 | 121               | 480            |
| 1996 | 151               | 451            |
| 1995 | 590               | 808            |
| 1994 | 390               | 507            |

## Выступления на турнирах

### Финалы турнировATPв одиночном разряде (6)

#### Победы (3)
| Легенда                            |
| ---------------------------------- |
| Турниры Большого шлема (0)         |
| Кубок Мастерс / финал АТР-тура (0) |
| ATP Мастерс (0)                    |
| АТР Gold (0)                       |
| АТР International (3+2)            |

| Титулы по покрытиям | Титулы по месту проведения матчей турнира |
| ------------------- | ----------------------------------------- |
| Хард (0)            | Зал (0)                                   |
| Грунт (3+2)         | Зал (0)                                   |
| Трава (0)           | Открытый воздух (3+2)                     |
| Ковёр (0)           | Открытый воздух (3+2)                     |

| №  | Дата           | Турнир              | Покрытие | Соперник в финале | Счёт           |
| 1. | 13 июня 1999   | Мерано, Италия      | Грунт    | Хишам Арази       | 6-2 3-6 7-6(1) |
| 2. | 16 апреля 2000 | Касабланка, Марокко | Грунт    | Себастьян Грожан  | 6-4 4-6 7-6(3) |
| 3. | 4 февраля 2001 | Богота, Колумбия    | Грунт    | Хуан Игнасио Чела | 6-4 7-6(6)     |

#### Поражения (3)
| №  | Дата           | Турнир                 | Покрытие | Соперник в финале | Счёт                  |
| 1. | 28 марта 1999  | Касабланка, Марокко    | Грунт    | Альберто Мартин   | 3-6 4-6               |
| 2. | 1 августа 1999 | Кицбюэль, Австрия      | Грунт    | Альберт Коста     | 5-7 2-6 7-6(5) 6-7(4) |
| 3. | 26 мая 2002    | Санкт-Пёльтен, Австрия | Грунт    | Николас Лапентти  | 5-7 4-6               |

### Финалы челленджеров и фьючерсов в одиночном разряде (14)

#### Победы (11)
| Условные обозначения |
| Челленджеры (8+4)    |
| Фьючерсы (3+2)       |

| Титулы по покрытиям | Титулы по месту проведения матчей турнира |
| ------------------- | ----------------------------------------- |
| Хард (3+2)          | Зал (0)                                   |
| Грунт (8+4)         | Зал (0)                                   |
| Трава (0)           | Открытый воздух (11+6)                    |
| Ковёр (0)           | Открытый воздух (11+6)                    |

| №   | Дата            | Турнир                      | Покрытие | Соперник в финале  | Счёт            |
| 1.  | 7 августа 1994  | Гандия, Испания             | Грунт    | Николя Сабас       | 3-6 6-4 6-3     |
| 2.  | 25 августа 1994 | Овьедо, Испания             | Грунт    | Карлос Мойя        | 4-6 6-4 6-3     |
| 3.  | 3 марта 1996    | Картахена, Испания          | Грунт    | Марко Менешинчери  | 7-5 2-1 — отказ |
| 4.  | 22 апреля 1998  | Сингапур                    | Хард     | Хуан Антонио Марин | 6-4 6-4         |
| 5.  | 18 октября 1998 | Барселона, Испания          | Хард     | Ян-Фроде Андерсен  | 6-3 6-3         |
| 6.  | 17 октября 1999 | Барселона, Испания          | Хард     | Саргис Саргсян     | 6-2 1-6 6-2     |
| 7.  | 7 октября 2001  | Кальяри, Италия             | Грунт    | Давид Санчес-Мунос | 4-6 6-2 6-4     |
| 8.  | 27 марта 2005   | Сан-Луис-Потоси, Мексика    | Грунт    | Дик Норман         | 6-4 6-4         |
| 9.  | 16 октября 2005 | Барселона, Испания          | Грунт    | Альберт Портас     | 6-2 6-2         |
| 10. | 23 апреля 2006  | Пейджет, Бермудские Острова | Грунт    | Жиль Мюллер        | 2-6 6-2 7-6(3)  |
| 11. | 8 апреля 2007   | Сан-Луис-Потоси, Мексика    | Грунт    | Сантьяго Хиральдо  | 6-3 6-3         |

#### Поражения (3)
| №  | Дата            | Турнир               | Покрытие | Соперник в финале | Счёт       |
| 1. | 27 апреля 1997  | Прага, Чехия         | Грунт    | Альберт Портас    | 1-6 4-6    |
| 2. | 25 июня 2006    | Брауншвейг, Германия | Грунт    | Ян Гайек          | 1-6 3-6    |
| 3. | 13 августа 2006 | Виго, Испания        | Грунт    | Пабло Андухар     | 5-7 6-7(6) |

### Финалы турнировATPв парном разряде (6)

#### Победы (2)
| №  | Дата         | Турнир                | Покрытие | Партнёр         | Соперники в финале              | Счёт        |
| 1. | 23 мая 2004  | Касабланка, Марокко   | Грунт    | Энцо Артони     | Ив Аллегро Михаэль Кольманн     | 3-6 6-0 6-4 |
| 2. | 23 июля 2006 | Амерсфорт, Нидерланды | Грунт    | Альберто Мартин | Лукас Арнольд Кер Кристофер Кас | 6-4 6-3     |

#### Поражения (4)
| №  | Дата           | Турнир             | Покрытие | Партнёр         | Соперники в финале            | Счёт          |
| 1. | 7 мая 2000     | Мальорка, Испания  | Грунт    | Альберто Мартин | Микаэль Льодра Диего Наргисо  | 6-7(2) 6-7(3) |
| 2. | 29 апреля 2001 | Барселона, Испания | Грунт    | Томми Робредо   | Дональд Джонсон Джаред Палмер | 6-7(2) 4-6    |
| 3. | 21 июля 2002   | Умаг, Хорватия     | Грунт    | Альберт Портас  | Юлиан Ноул Франтишек Чермак   | 4-6 4-6       |
| 4. | 2 марта 2003   | Акапулько, Мексика | Грунт    | Давид Феррер    | Даниэль Нестор Марк Ноулз     | 3-6 3-6       |

### Финалы челленджеров и фьючерсов в парном разряде (14)

#### Победы (6)
| №  | Дата             | Турнир           | Покрытие | Партнёр          | Соперники в финале                        | Счёт              |
| 1. | 4 апреля 2004    | Барлетта, Италия | Грунт    | Марк Лопес       | Ярослав Левинский Давид Шкох              | 7-6(6) 4-6 6-4    |
| 2. | 18 сентября 2005 | Севилья, Испания | Грунт    | Маркос Даниэль   | Алессандро Мотти Флавио Чиполла           | 6-2 6-7(1) 7-5    |
| 3. | 26 марта 2006    | Барлетта, Италия | Грунт    | Сантьяго Вентура | Алессандро Мотти Флавио Чиполла           | 7-6(2) 4-6 [10-8] |
| 4. | 8 июля 2007      | Кордова, Испания | Хард     | Сантьяго Вентура | Пауль Капдевиль Леонардо Майер            | 6-4 6-3           |
| 5. | 6 марта 2011     | Фару, Португалия | Хард     | Стивен Диес      | Агустин Бохе-Ордонес Пабло Мартин-Адалия  | 6-3 6-4           |
| 6. | 2 октября 2011   | Севилья, Испания | Грунт    | Стивен Диес      | Аксель Альварес Лламас Рикардо Охеда Лара | 6-2 6-1           |

#### Поражения (8)
| №  | Дата             | Турнир            | Покрытие | Партнёр                    | Соперники в финале                            | Счёт            |
| 1. | 17 апреля 1994   | Севилья, Испания  | Грунт    | Хуан-Антонио Саис-Панадеро | Серхио Гомес-Баррио Хесус Мантека-Хурадо      | 3-6 1-6         |
| 2. | 19 июня 1994     | Мадрид, Испания   | Грунт    | Хуан-Антонио Саис-Панадеро | Хуан-Луис Раскон-Лопе Игнасио Труйоль-Туррион | 1-6 3-6         |
| 3. | 10 сентября 1995 | Овьедо, Испания   | Грунт    | Хосе-Мария Висенте-Фибла   | Хуан-Мануэль Балселлс Хуан-Игнасио Карраско   | 2-6 1-6         |
| 4. | 7 октября 2001   | Кальяри, Италия   | Грунт    | Марк Лопес                 | Хуан-Игнасио Карраско Алекс Лопес-Морон       | 2-6 6-4 4-6     |
| 5. | 19 ноября 2006   | Гуаякиль, Эквадор | Грунт    | Марсель Фельдер            | Хуан Пабло Бжежицки Леонардо Майер            | 6-1 5-7 [12-14] |
| 6. | 22 марта 2009    | Богота, Колумбия  | Грунт    | Александр Пейя             | Себастьян Прието Орасио Себальос              | 6-4 1-6 [9-11]  |
| 7. | 4 октября 2009   | Кито, Эквадор     | Грунт    | Мичаэль Кинтеро            | Сантьяго Гонсалес Трэвис Реттенмайер          | 6-1 3-6 [3-10]  |
| 8. | 16 февраля 2011  | Эйлат, Израиль    | Хард     | Стивен Диес                | Йозеф Ковалик Адриан Сикора                   | 6-2 3-6 [10-12] |